# Benjamin Buttons forunderlige liv
Benjamin Buttons forunderlige liv (originaltitel The Curious Case of Benjamin Button) er en amerikansk film fra 2008 instrueret af David Fincher og med Brad Pitt og Cate Blanchett i hovedrollerne. Filmen er baseret på  F. Scott Fitzgeralds novelle fra 1922 om en mand, der bliver født som en i 80-års-alderen og ældes baglæns. Filmen havde premiere i USA 25. december 2008 og havde dansk premiere 23. januar 2009.

## Handling
Benjamin Button (Brad Pitt), bliver som baby født under usædvanlige omstændigheder. Han fødes i New Orleans om aftenen som en baby, men med udseende som en mand med fysik som som en nedslidt 86-årig med gigt. Den dag han bliver født, samme dag som 1. verdenskrig slutter (11. november 1918), bliver et nyt ur præsenteret på hovedbanegården i New Orleans. Urmageren hr. Gateau har brugt enormt meget tid og energi på at konstruere uret, som har den særlige egenskab, at det går baglæns, hvilket er meningen. Under krigen mistede urmageren sin eneste søn, og hans håb er dermed, at tiden vil blive inspireret af uret og gå baglæns så alle de døde soldater kan vende hjem til deres familier og leve det liv, de skulle have levet. 
Moderen til barnet, dør kort tid efter fødslen og faderen Thomas Button, tager barnet og løber ud til havnen for at drukne det. Her blive han stoppet af en vagt, og bliver forfulgt indtil han finder et plejehjem hvor han efterlader barnet på trappen, med 18 dollars vedhæftet.
Barnet bliver fundet af parret Queenie (Taraji P. Henson) og Tizzy (Mahershalalhashbaz Ali), der leder stedet. Queenie tager imod Tizzys ønsker, barnet til sig og adopterer det som sit eget. Hun navngiver barnet Benjamin, der vokser op på plejehjemmet og gradvist bliver yngre at se på. Hans omgivelser består af alle de gamle pensionister, der med udseendet tilfælles ser ham som én af deres egne. I 1930, da han som 12-årig stadig ligner en person i 70'erne møder han et af beboerenes barnebarn Daisy. Pigen ser dog gennem hans ældre ydre og opdager, at han er et barn underneden. Børnene bliver hurtigt venner, leger sammen og lytter til Daisys bedstemor læse højt af en bog. 
Med alderen føler Benjamin sig mere og mere isoleret fra omverdenen og vælger at forlade plejehjemmet for at drage ud og udforske verdenen. Han får et arbejde på en slæbebåd af den iriske kaptajn Mike (Jared Harris), der anser sig mere som kunstner, da han hans krop er fyldt med tatoveringer han selv har lavet. I fritiden introducerer Mike, Benjamin for bodellerenes prostituerede, barer og 2. verdenskrigs farer. For første gang møder han Thomas Button, der ikke afslører at han er Benjamins far. På et hotel i den russiske havneby Murmansk møder Benjamin en britisk kvinde ved navn Elizabeth Abbott (Tilda Swinton) og bliver forelsket i hende. Elisabeth er allerede gift, med sin mand, der arbejde som spion for den britiske regering, men hun får en affære med Benjamin. En dag, om morgnen den 8. december 1941 dagen efter Angrebet på Pearl Harbor forlader Elisabeth uventet hotellet og efterlader en note, hvori der står: "Det var rart at have mødt dig".
I 1945, vender Benjamin tilbage til New Orleans, og møder igen Thomas Button, der er døende. Thomas afslører overfor Benjamin at han er hans far og overdrager alle hans goder til Benjamin, inklusive huset.
Under hans rejse finder han ud at Daisy i mellemtiden modnet til en smuk og talentfuld ballerina (Cate Blanchetts). Benjamin opsøger hende i hendes bopæl i New York, men Daisy er for ung på dette tidspunkt i livet og forelsket i en ung danser, mens Benjamin stadig er for gammel. I 1962 rejser Daisy til New Orleans og de mødes igen, og bliver forelskede. Benjamin sælger huset fra sin fars arv og de starter et liv i fællesskab, men som årene går, bliver Benjamin yngre og Daisy ældre. I 1968 føder Daisy en datter, Caroline.

## Medvirkende
- Brad Pitt i rollen som Benjamin Button
- Cate Blanchett i rollen som Daisy Fuller
- Taraji P. Henson i rollen som Queenie
- Julia Ormond i rollen som Caroline
- Jason Flemyng i rollen som Thomas Button
- Mahershalalhashbaz Ali i rollen som Tizzy
- Jared Harris i rollen som Captain Mike
- Elias Koteas i rollen som Monsieur Gateau
- Ed Metzger i rollen som Theodore Roosevelt
- Phyllis Somerville i rollen som Grandma Fuller
- Josh Stewart i rollen som Pleasant Curtis
- Tilda Swinton i rollen som Elizabeth Abbott
- Spencer Daniels i rollen som Benjamin Button – 12 år
- Elle Fanning i rollen som Daisy – 6 år
- Madisen Beaty i rollen som Daisy – 11 år